# 미시시피 프레드 맥도웰
프레드 맥도웰(영어: Fred McDowell, 1904년 1월 12일 ~ 1972년 7월 3일)은 미국의 싱어송라이터이자 기타리스트이다. 미시시피 프레드 맥도웰(영어: Mississippi Fred McDowell)이라는 활동명으로 더욱 유명하다.

## 생애
프레드 맥도웰은 테네시주 로스빌에서 태어났다. 그의 부모는 농부였으며 맥도웰이 어렸을때 돌아가셨다. 그는 14살 때 기타를 들었고 로스빌 부근의 무도회에서 팁을 받으며 연주를 했다. 1926년엔 멤피스로 이사하여 Buck-Eye 사료공장에서 목화를 석유 등의 제품으로 가공하는 일을 했다. 1928년에 그는 목화를 따기 위해 미시시피로 이사했다. 1940년 맥도웰은 마침내 미시시피주의 코모(Como)에 정착했으며, 그곳에서 수년간 전업농으로 일하면서 주말마다 무도회에서 음악을 계속 연주했다.
수십 년 간 소규모 지역의 모임에서 연주를 한 후 맥도웰은 1959년 Southern Journey 현장 녹음 여행에서 민속 음악학자인 앨런 로맥스와 셜리 콜린스에 의해 녹음되었다.
수십 년 간 지역 소규모 모임에서 연주한 맥도웰은, 1959년 순회 민속 음악학자인 앨런 로맥스와 셜리 콜린스와 남부 여행 현장 녹음 여행에서 녹음을 진행했다. 당시 미국에서 블루스와 포크 음악에 대한 관심이 높아지면서 맥도웰의 현장 녹음은 블루스 애호가와 음반 제작자의 관심을 끌었으며 몇 년 안에 마침내 전문 음악가이자 음반 아티스트가 되었다. 그의 LP는 상당한 인기를 얻었으며 전 세계의 페스티벌과 클럽에서 공연했다.
맥도웰은 수십 년 동안 그랬던 것처럼 북부 미시시피 스타일의 블루스(Hill country blues)를 계속해서 연주했으며 때로는 어쿠스틱 기타가 아닌 일렉 기타로 연주하기도 했다. 그는 특히 슬라이드 기타를 능숙하게 연주하는 것으로 유명했는데, 그는 처음에 슬라이드를 연주하기 위해 포켓 나이프를 사용하여 배웠고 나중에는 사골을 사용해 연습했다고 말했다. 또한 "나는 로큰롤을 연주하지 않는다"는 그의 유명한 말과 달리, 맥도웰은 젊은 록 음악가들과 어울리곤 했다. 그는 보니 레잇에게 슬라이드 기타 기술을 지도하기도 했으며 롤링 스톤스의 1971년 앨범, 《Sticky Fingers》의 〈You Gotta Move〉에 대한 다소 단순한 버전에 우쭐해졌다는 보도가 있다. 1965년에 그는 빅 마마 손튼, 존 리 후커, 버디 가이, 루스벨트 사이크스 등과 함께 American Folk Blues Festival에 참가하며 유럽을 순회하기도 했다.
맥도웰의 1969년 앨범 I Do Not Play No Rock 'n' Roll은 미시시피 주 잭슨의 Malaco Studios에서 녹음했으며 캐피틀 레코드에서 발매된 그의 첫 번째 일렉 기타 피처링 작품이다. 여기에는 그가 블루스의 기원과 사랑의 본질에 대해 논의한 인터뷰 일부가 포함되어 있다. 그의 라이브 앨범 Live at the Mayfair Hotel (1995)은 1969년에 열린 콘서트에서 공연한 버전이다. 트랙에는 부카 화이트의 " Shake 'Em On Down ", 윌리 딕슨의 " My Babe ", 맨스 립스콤의 "Evil Hearted Woman", 맥도웰의 자작 "Kokomo Blues" 버전이 포함되어 있다. 미국의 온라인 음악 데이터베이스인 올뮤직은 이 음반이 "맥도웰의 최고의 싱글 CD이자 확실히 그의 최고의 콘서트 발매일 것"이라고 언급하기도 했다. 맥도웰의 마지막 앨범 Live in New York(Oblivion Records)은 1971년 11월 뉴욕 그리니치 빌리지에 있는 Village Gaslight(The Gaslight Cafe 라고도 함)에서 열린 콘서트 공연이었다.
맥도웰의 1969년 민요 "John Henry"는 Ann Arbor Blues Festival 1969: Vols 1&2, 2019년 발매에 포함되어 있다.
1972년 맥도웰은 68세의 나이에 암으로 사망하였으며 미시시피주 세나토비아와 코모 사이에 있는 해먼드 힐 침례 교회에 안장되었다.